# Tatsuya Uchida
Tatsuya Uchida (japanisch 内田 達也 Uchida Tatsuya; * 8. Februar 1992 in Takarazuka) ist ein japanischer Fußballspieler.

## Karriere
Uchida erlernte das Fußballspielen in der Jugendmannschaft von Gamba Osaka. Seinen ersten Vertrag unterschrieb er 2010 bei Gamba Osaka. Der Verein spielte in der höchsten Liga des Landes, der J1 League. Am Ende der Saison 2012 stieg der Verein in die zweite Liga ab. 2013 wurde er mit dem Verein Meister der zweiten Liga und stieg wieder in die erste Liga auf. 2014 gewann er mit dem Verein die Meisterschaft, den J.League Cup und den Kaiserpokal. 2015 gewann er mit dem Verein den Kaiserpokal. Für den Verein absolvierte er 58 Ligaspiele. 2017 wechselte er zum Zweitligisten Tokyo Verdy. Für den Verein absolvierte er 97 Ligaspiele. Im Januar 2020 wechselte er zum Ligakonkurrenten Thespakusatsu Gunma. Nach vier Spielzeiten, in denen er 121 Ligaspiele bestritt, wechselte er im Januar 2024 zum Viertligisten FC Tiamo Hirakata.

## Erfolge
Gamba Osaka
- Japanischer Meister: 2014
- Japanischer Vizemeister: 2010, 2015
- Japanischer Ligapokalsieger: 2014
- Japanischer Ligapokalfinalist: 2015, 2016
- Japanischer Pokalsieger: 2014, 2015
- Japanischer Pokalfinalist: 2012